# Lappodiamesa multiseta
Lappodiamesa multiseta är en tvåvingeart som beskrevs av Makarchenko 1995. Lappodiamesa multiseta ingår i släktet Lappodiamesa och familjen fjädermyggor. Inga underarter finns listade i Catalogue of Life.